# Baron Manny
Baron Manny (auch Mauny) war ein erblicher britischer Adelstitel in der Peerage of England.

## Verleihung
Der Titel wurde am 12. November 1347 für Sir Walter Manny geschaffen, indem dieser von König Eduard II. per Writ of Summons ins englische Parlament einberufen wurde. Er war der zweite Gatte der Margaret Plantagenet, Duchess of Norfolk.
Da er keine Söhne hinterließ, beerbte ihn seine Tochter Anne, die mit John Hastings, 2. Earl of Pembroke verheiratet war. Der Titel erlosch schließlich beim Tod von deren Sohn John Hastings, 3. Earl of Pembroke am 30. Dezember 1389.

## Liste der Barone Manny (1347)
- Walter Manny, 1. Baron Manny († 1372)
- Anne Hastings, Countess of Pembroke, 2. Baroness Manny (1356–1384)
- John Hastings, 3. Earl of Pembroke, 3. Baron Manny (1372–1389)